# Малий Вукович
45°07′ пн. ш. 15°37′ сх. д. / 45.12° пн. ш. 15.61° сх. д.
Малий Вукович (хорв. Mali Vuković) — населений пункт у Хорватії, у Карловацькій жупанії у складі міста Слунь.

## Населення
Населення за даними перепису 2011 року становило 115 осіб.
Динаміка чисельності населення поселення: